# Giovanna Bonazzi
Giovanna Bonazzi (ur. 24 lipca 1966 w Weronie) – włoska kolarka górska, czterokrotna medalistka mistrzostw świata i wielokrotna medalistka mistrzostw Europy.

## Kariera
Pierwszy sukces w karierze Giovanna Bonazzi osiągnęła w 1991 roku, kiedy zdobyła złoty medal w downhillu podczas mistrzostw świata w Ciocco. W zawodach tych wyprzedziła Francuzkę Nathalie Fiat oraz Kanadyjkę Cindy Devine. Wynik ten Włoszka powtórzyła na rozgrywanych w 1993 roku mistrzostwach w Métabief. W tej samej konkurencji zdobyła ponadto dwa brązowe medale: na mistrzostwach świata w Vail w 1994 roku oraz podczas rozgrywanych rok później mistrzostw w Kirchzauten. W pierwszym przypadku uległa tylko Amerykance Missy Giove oraz Francuzce Sophie Kempf, a w drugim lepsze okazały się Leigh Donovan z USA oraz Hiszpanka Mercedes González. Równocześnie Włoszka zdobyła sześć medali w downhillu na mistrzostwach Europy: złote na ME w Bourboule (1991) i ME w Klosters (1993), srebrne na ME w Mölbrücke (1992), na ME w Métabief (1994) i na ME w Szpindlerowym Młynie (1995) oraz brązowy podczas ME w Silkeborgu (1997). Na mistrzostwach Europy w 1991 roku zajęła także trzecie miejsce w cross-country, ulegając dwóm Szwajcarkom: Chantal Daucourt i Silvii Fürst. W latach 1993 i 1995 zajmowała drugie miejsce w klasyfikacji generalnej Puchar Świata w downhillu. W obu przypadkach uległa tylko Niemce Reginie Stiefl. Bonazzi nigdy nie wystąpiła na igrzyskach olimpijskich.